# Fórum Filatélico

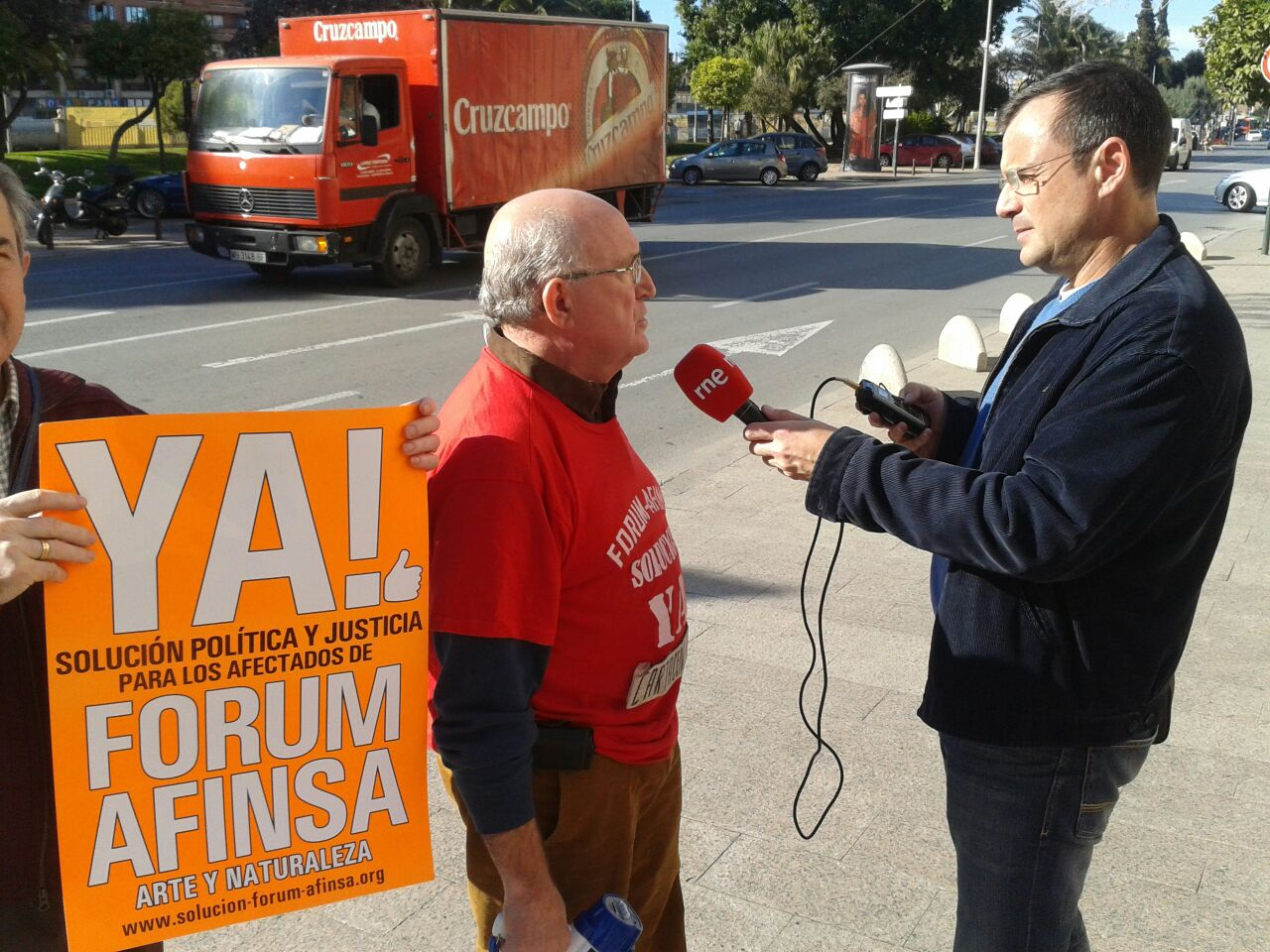
Protestas por el fraude de Fórum Filatélico y Afinsa.

Fórum Filatélico era una sociedad española de bienes tangibles intervenida judicialmente junto a Afinsa el 9 de mayo de 2006 acusada de estafa, blanqueo de capitales, insolvencia punible y administración desleal. Sus responsables fueron condenados en julio de 2018 a penas de hasta 12 años de cárcel (confirmadas por el Supremo en 2020).
Prometía unas rentabilidades fijas, no dependientes de la evolución del mercado, y superiores a las de las inversiones tradicionales, alegando la supuesta revalorización de los sellos en que decía invertir el dinero de sus clientes. La contradicción de que la revalorización de un bien tangible sea directamente proporcional a su escasez mientras que los sellos se compraban por millones no arredró a miles de inversores que confiaron sus ahorros a esta empresa y otras similares que resultaron ser estafas piramidales.

## Actividad y premios
Fundada en 1979, durante 27 años recibieron varios premios y apoyos de empresas, medios de comunicación e Instituciones del Estado que les sirvieron para generar la confianza necesaria para llegar a alcanzar los 269.000 clientes. Entre ellos se puede resaltar:
- En 2002 una del Ministerio de Economía y Hacienda recomienda la inversión en Fórum Filatélico.
- Radio Intereconomía concede a Fórum Filatélico el premio al mejor producto de inversión de 2003
- La Cámara de Comercio de España en Francia distingue a Fórum Filatélico.
- La revista Actualidad Económica sitúa a FF entre las más grandes de España.
- Fórum Filatélico estuvo entre las mejores empresas europeas (Roland Berger).
- Fórum Filatélico ha sido distinguida con el Premio Júbilo 2002.
- El presidente de Forum, Francisco Briones, designado como uno de los mejores gestores del año 2004 (AT Kearney).
- Premio Máster de Oro para el presidente de Fórum Filatélico.
- Fórum Filatélico, una de las empresas españolas más solventes (Dun & Bradstreet).

La sociedad desarrollaba una ingente actividad comercial y de relaciones públicas, tratando de alcanzar una imagen de solvencia y respetabilidad mediante la persecución de los mencionados galardones, el patrocinio deportivo (desde 1982 hasta 2006 patrocinó al equipo de baloncesto Fórum Filatélico Valladolid de la Liga ACB), se anunciaba en los anuncios de televisión de los Sanfermines de Pamplona, la involucración de personalidades, etc.
La rentabilidad que daba la empresa era superior a la de los bancos, puesto que las entidades bancarias daban el 2-3% y en Fórum se aseguraba una rentabilidad para un plazo similar del 6-8%. En teoría ellos defendían que era posible por la supuesta gran revalorización de los sellos. Hay que tener en cuenta que sorprendentemente esta empresa aparentemente desafiaba una de las reglas básicas de la inversión: la relación riesgo/rentabilidad (cuanto mayor rentabilidad mayor riesgo y viceversa), puesto que ofrecía más ganancias en el mismo plazo que las entidades bancarias, y la ganancia era teóricamente segura (0% de riesgo) puesto que Fórum se comprometía a recomprar esos sellos en un plazo determinado. Tras la crisis económica provocada por la explosión de las Burbuja puntocom a principios del siglo XXI, mucha gente decidió invertir en esta empresa en vez de sectores más tradicionales o la bolsa.

## Intervención
En la mañana del 9 de mayo de 2006 la policía accede a las sedes de la compañía por orden judicial, ejecutando la "Operación Atrio". La operación también afecta a Afinsa, que se dedicaba a lo mismo. Son acusadas de estafa, blanqueo de capitales, insolvencia punible y administración desleal. En el caso de Fórum hubo 269.000 clientes afectados. Estos clientes sólo han podido recuperar el 10% de su inversión varios años después. Aparte de las pérdidas económicas hay que tener en cuenta además el daño psicológico que provocó la estafa, puesto que muchos de los clientes eran "reclutados" posteriormente como comerciales y aconsejaban y convencían a sus familiares, amigos, etc. para que invirtieran también en la empresa.
La empresa operó durante 27 años generando un déficit patrimonial de 2800 millones de euros (según informe de la Administración Concursal emitido en enero del 2007), del cual los principales beneficiarios fueron los partícipes más antiguos que obtuvieron una rentabilidad o rendimientos que se pagaban con las aportaciones de los nuevos partícipes, en lo que constituye una pirámide de Ponzi clásica. Los sellos estaban muy sobrevalorados y su valor de mercado real era aproximadamente sólo el 10% del que reconocía la empresa. En 2008 el juez rebajó el valor de los sellos de Forum de 1.380 millones de euros a 283 millones. El agujero de deudas dejado alcanzó los 3.702 millones de euros.
Francisco Briones, presidente de Fórum Filatélico desde el 2001, se lamentaba en diversas entrevistas tras la intervención, de que la tasa de solvencia de la entidad era superior a la de las entidades bancarias, por lo que de no haber sido intervenida en 2006, la sociedad podría haber recuperado el equilibrio patrimonial mediante las inversiones inmobiliarias y otros productos de inversión que se encontraban en un inicio de diversificación. Sabiendo ahora como evolucionó el mercado los años posteriores (Crisis económica española (2008-2015)) resulta muy poco plausible pensar que la empresa hubiera sobrevivido a la crisis económica más fuerte y duradera desde la época de la posguerra. Por el contrario parece más factible pensar que "la bola de nieve" se habría ido haciendo todavía más grande hasta el día de su futura quiebra y esta hubiera sido aún mayor afectando a más personas.
El máximo accionista y considerado cerebro de la estafa, José Manuel Carlos Llorca Rodríguez, huyó a Venezuela y se sometió a cirugía estética para dificultar su reconocimiento.
En febrero de 2010, la Audiencia Nacional dicta que el Estado español no tuvo nada que ver en las operaciones ilícitas durante los 25 años que estuvo en funcionamiento.
En marzo de 2015, Lalo Garcia, famoso exjugador del equipo de baloncesto Fórum Filatélico Valladolid, se suicidó entre otros motivos por esta estafa, ya que lo dejó arruinado, con pérdida de amistades puesto que recomendó a familiares y amigos invertir en esta empresa, y de hecho vivió en primera persona el desalojo por parte de la policía de la sede vallisoletana de esta empresa lo que le provocó una profunda depresión que nunca superó.
En abril de 2015 se inicia el juicio a los responsables de esta empresa. El 24 de septiembre de ese año los responsables fueron condenados a pagar 2259 millones de euros.
Advertencia de 1994;
Un experto en sellos denunció la estafa de Fórum Filatélico en junio de 1994. La Fiscalía del Tribunal Superior de Justicia de Madrid archivó el caso en apenas 29 días.
El experto en sellos escribió al Banco de España, entre otras cosas lo siguiente:

[...] "Pese a la solidez económica que aparenta, tengo que citar a Fórum Filatélico y Financiero. No tengo nada contra la firma, salvo que como base de garantía de sus pólizas de Inversión, vende en 3.661.585 pesetas sellos de Correos bajo la denominación Europa [...]. Hasta aquí todo es normal en un mercado de libre competencia. Ocurre que estos mismos sellos se ofrecen en los catálogos oficiales que se emiten en España a 346.000 pesetas [...]. Es evidente que esta empresa está captando sus Pólizas de Inversión sobre la base de la oferta de unos intereses infinitamente superiores al resto de las entidades bancarias".

Advertencia de 2004;
Así mismo, la Organización de Consumidores y Usuarios (OCU) desaconsejó en repetidas ocasiones la inversión en estas empresas, publicando incluso un estudio (marzo de 2004) en el cual demostraba la sobrevaloración de los sellos que se utilizaban como excusa para la inversión.
En este caso la investigación fue sobre Afinsa, la otra empresa afectada, y cuyo modelo de negocio era idéntico al de Fórum, por lo que la deducción también es válida para esta empresa:

[...] Tras comprar en Afinsa el producto "Contrato de Intermediación Temporal" por un importe de 600 euros, llevamos el lote de sellos que nos habían entregado a 11 filatelias para sondear el valor que pueden tener en el mercado. En 9 de ellas rechazaron hacer una valoración debido a que no trabajan con este tipo de sellos. En 2, nos proporcionaron el precio de catálogo, que ronda el 16% del dinero que habíamos invertido. Además nos advirtieron de que si nosotros los quisiéramos vender posiblemente no conseguiríamos ni siquiera la tercera parte del precio del catálogo. Por tanto, si Afinsa quebrase o no cumpliese con su compromiso, el valor de mercado del bien que sirve como garantía sólo cubre aproximadamente el 5% de lo invertido.

Advertencia de 2005;
Un periodista del Financial Times escribió un artículo el 27 de septiembre de 2005 titulado "Cheque is in the post in stamp scheme" (El cheque está en el correo en un esquema de sellos). En el artículo en general se insinúa que tanto Afinsa como Forum pueden ser estafas piramidales, que el valor de sus sellos está inflado y que no tiene nada que ver el precio en los catálogos con el potencial precio de mercado.
Traducido, entre otras frases, dice:

[...] Fórum Filatélico [...] admite que cobra a sus clientes hasta 10 veces el valor de catálogo de sus sellos. "Es normal cobrar a nuestros clientes 8-10 veces los precios de catálogo, debido a los servicios que ofrecemos, incluyendo la custodia y conservación de los sellos, la elaboración de los contratos y las garantías de recompra", dijo Briones. [...] El Sr. Dupplin, miembro de la Real Sociedad Filatélica, viajó a Madrid en junio para inspeccionar los sellos en la sede del Forum Filatélico. "No eran más que trozos de papel bonitos," Sr. Dupplin dijo al Financial Times. Agregó que dudaba del valor de la inversión de sellos Europa-temáticos del Fórum Filatélico. [...] Los comerciantes de sellos dicen que es sólo por el funcionamiento de un mercado cerrado que Forum Filatélico puede sostener esos precios inflados por sus sellos.

En este artículo se hace referencia al informe de la OCU de 2004 anteriormente mencionado en el que los investigadores de la OCU fueron incapaces de encontrar un comprador para un catálogo de sellos que adquirieron de sólo 600 euros.
Otros hechos sorprendentes;
El historial de irregularidades de Fórum es extenso, en este enlace se recogen algunos de ellos como por ejemplo este de 1999:

La policía alemana recibe información de aduanas sobre seis envíos de sellos desde la sociedad Tamioka de Hong Kong por valor de 1,2 millones de marcos alemanes en los que intermedia Katrion (empresa intermediaria de Forum). El perito que abrió uno de los envíos comprobó que sólo los primeros pliegos eran sellos auténticos, el resto eran copias de mala calidad, utilizados por material de relleno. El perito calculó que el valor real del paquete sería de unos 500 marcos alemanes, aunque los remitentes habían declarado un valor de mercancía de 280.000 marcos.

La Fiscalía de Delitos Económicos de Madrid investiga al presidente de Manos Limpias, Miguel Bernad, y a la abogada del sindicato Virginia López Negrete por un supuesto delito de apropiación indebida y blanqueo de capitales., retirando finalmente más de 100.000 euros del Banco en efectivo. El ministerio público cree que Miguel Bernad y la abogada Virginia López se repartieron fondos que el sindicato había recaudado de afectados por la estafa de Fórum Filatelico y Afinsa. El Juzgado admitió la querella contra ambos.
La Comisión de Prevención de Blanqueo de Capitales e Infracciones Monetarias (Sepblac) realizó un exhaustivo informe de inteligencia financiera y halló indicios de actividad delictiva. Por este motivo, el Sepblac remitió una denuncia a la Sección de Delitos Económicos de la Fiscalía Provincial de Madrid, donde abrieron diligencias de investigación. El informe de investigación financiera relativo a las cuentas de Virginia López Negrete deparó sorpresas.
12 años después de la intervención judicial, los afectados de Fórum y Afinsa siguen solicitando justicia y estudian la posibilidad de acudir al Tribunal Europeo. Para los mismos, se proclamó portavoz nacional a Luis Alvero, presidente del partido político Centro y Progreso. La más reciente manifestación dedicada a la causa se organizó el 27 de enero de 2018, en  Madrid.

## Condena judicial: «el paradigma de las estafas piramidales»
El 13 de julio de 2018 fueron finalmente condenados 20 de los 27 acusados, a penas de hasta 12 años de cárcel por los delitos de estafa, insolvencia punible, falseamiento de cuentas anuales y blanqueo de capitales. "Fue el paradigma de las estafas piramidales", subrayan los magistrados de la Sección Primera de la Sala de lo Penal de la Audiencia Nacional en la sentencia publicada ese día. Al expresidente de la entidad Francisco Briones se le impuso una pena de doce años, cuatro meses y dieciséis días de prisión.